# Model politického cyklu
Model politického cyklu je snaha o zjednodušení procesu přijímání veřejné politiky. S myšlenkou zjednodušit proces vytváření veřejné politiky jeho segmentováním do několika fází přišel v roce 1956 americký politolog Harold Lasswell. Harold Laswell pohlížel na tento model jako na proces, který je souborem vzájemně propojených fází a ve kterém politické problémy směřují z fáze vstupů (angl. Inputs, problémy) do stavu výstupů (angl. Outputs, politiky). Vedle arénového modelu (policy arena) a konceptu sítě politiky (policy network) je Lasswelův model považován za základní model ke studiu politického cyklu.

## Přístupy ke studiu politického cyklu

### Sedmisložkový model politického cyklu
Harold Laswell rozdělil politický cyklus do sedmi fází, kterými chtěl poukázat na způsob, jakým jsou veřejné politiky nejen vytvářeny, ale i jakým by měly být přijímány.
1. Informace (intelligence) – proces shromažďování informací o sociálním problému
2. Podpora (promotion) – proces, ve kterém dochází k vyjádření (ne)podpory pro jednotlivá řešení sociálního problému
3. Stanovení, nařízení (prescription) – rozhodnutí o řešení problému
4. Realizace (invocation) – realizace přijatého řešení (politiky)
5. Aplikace (application) – převedení politiky do podoby právní normy a do působení byrokratického aparátu
6. Ukončení (termination) – ukončení politiky, jakmile budou její cíle naplňovány
7. Hodnocení (appraisal) – hodnocení (evaluace) dosažených výsledků ve srovnání se stanovenými cíli

Paul Sabatier a Michael Howlett s M. Rameshem kritizovali Lasswellovu analýzu politického procesu, neboť se zaměřovala a omezovala výhradně na proces přijímání politiky skrze vládu. Lasswell se nezabýval jinými externími vlivy (externími aktéry) na vytváření veřejné politiky. To znamená, že se v jeho pohledu proces vytváření politiky omezoval na úzkou skupinu ústavních činitelů v rámci vlády. 

### Šestisložkový model politického cyklu
Dalším ze vzorů zjednodušeného politického cyklu je verze Garryho D. Brewera. V jeho podobě politický cyklus zahrnuje šest fází:
1. Invence/Iniciace – v této fázi aktéři definují problém a navrhují jeho řešení
2. Předpoklad – souvisí s kalkulací nákladů a přínosů jednotlivých návrhů řešení
3. Výběr (selekce) – dochází k přijetí či odmítnutí navržených řešení
4. Implementace – proces, ve kterém je přijatá politika naplňována. Brewer považoval tuto fázi za podceňovanou a zároveň za klíčovou při evaluaci politiky
5. Hodnocení (evaluace) – zatímco první dvě fáze mají povahu anticipace, fáze evaluace se snaží dívat na proces zpětně. Její základní otázkou je, na základě jakých kritérií může být daná politika hodnocena. Po stanovení vhodných kritérií by pak měla poskytnout informace o naplnění stanovených cílů a tedy úspěšnosti přijaté politiky
6. Ukončení – fáze pozměnění (úpravy) politik či programů, které byly nefunkční, neúspěšné, zastaralé, nadbytečné nebo zbytečné

Garry D. Brewer zejména přispěl do teorie modelu politického cyklu tvrzením, že politický cyklus není omezený cyklus (který by měl svůj začátek a konec), ale že se jedná o trvalý proces, který má tendenci se opakovat. Právě tímto tvrzením inspiroval celou řadu dalších autorů politického cyklu (např. Charlese O. Jonese).

### Pětisložkový model politického cyklu
Howlett s Rameshem navrhují pětifázový model politického cyklu:
1. Nastolení agendy (angl. Agenda-setting) – souvisí s procesem, kdy se problémy dostávají do povědomí vlády
2. Formulace politiky (angl. Policy formulation) – proces, kdy jsou jednotlivé politiky vládou formulovány, koncipovány
3. Rozhodnutí ve veřejné politice (angl. Decision-making) – proces, kdy vláda (ne)zaujímá určitý postoj
4. Implementování politiky (angl. Policy implementation) – proces uskutečňování zmíněného postoje
5. Hodnocení politiky (angl. Policy evaluation) – proces monitorování výsledků implementované politiky státem a občanskou společností, výsledek, který může vést k další rekonceptualizaci politického problému a jeho řešení

Problém nastolování agendy (1) a hodnocení přijaté politiky (5) jsou fázemi, při kterých se mohou de facto všichni aktéři podílet na nátlaku vůči vládě k přijetí určitého postoje (v angličtině je soubor těchto aktérů nazýván jako policy universe), zatímco na zbylých fázích se podílí pouze omezený počet aktérů (v anglické terminologii označováno jako policy subsystem), kteří vlastní dostatečné množství informací o problému či jsou ústavou zplnomocněni k takovému aktu.

### Čtyřsložkový model politického cyklu
Řada analytiků politického procesu vychází ze čtyřfázového modelu politického cyklu:
1. Identifikace a uznání sociálního problému
2. Rozhodnutí ve veřejné politice
3. Implementace veřejné politiky (existuje několik typů implementace – autoritativní, participativní, model koalic aktérů a model nikdy nekončícího procesu učení)
4. Hodnocení veřejné politiky – sleduje např. výskyt problémů při implementaci řešení, efektivnost (tzn. kolik zdrojů bylo využito ve srovnání s dosaženými cíli) a míru naplnění stanovených cílů. Metody: analýza nákladů a přínosů (angl. cost-benefit analysis) či metoda hodnocení dopadů (angl. impact assessment).

Martin Potůček se domnívá, že v okamžiku, kdy se řešení sociálního problému stane uznaným veřejným zájmem, jinými slovy – problém je identifikován a uznán (1. fáze), nastává chvíle pro koncipování a uplatnění nové veřejné politiky. Také dodává, že hodnocení veřejné politiky v podstatě může dosáhnout dvou základních závěrů, a to takového, že sociální problém byl vyřešen, nebo že se sociální problém nepodařilo vyřešit a veřejná politika se tak minula svými stanovenými cíli.

## Výhody a nevýhody modelu politického cyklu
Základní výhodou modelu je umožnění pochopení multi-dimenzionálního procesu skrze jeho simplifikaci do několika fází, kde každá z fází může být zkoumána zvlášť anebo ve vztahu k dalším zbylým fázím politického cyklu.
Podle Paula A. Sabatiera však tento model může vést k fatální dezinterpretaci v tom smyslu, že proces přijímání politiky je nahlížen jako lineární a systematický proces. Takový proces samozřejmě neodráží dle Sabatiera realitu, neboť procesy identifikace problému a implementace navrženého řešení jsou spíše vytvářeny ad hoc.